# Omar Richards
Omar Tyrell Crawford Richards (Lewisham, 1998. február 15. –)  angol labdarúgó, hátvéd. A Görög Super League-ben szereplő Olimbiakósz játékosa, kölcsönben a Nottingham Forest csapatától.

## Pályafutása

### Korai évei
Gyerekkori éveit a Fulham FC és a Reading FC korosztályos csapataiban töltötte.

### Klubcsapatokban

#### Reading
A 2017/18-as szezon első fordulójában kapott először játéklehetőséget Jaap Stam edzőtől, az 59. percben Jón Daði Böðvarsson-t váltva a QPR elleni másodosztályú bajnoki találkozón.
2017. augusztus 8-án volt az első Angol Ligakupa szereplése, a Gillingham FC elleni 2–0-s hazai összecsapáson.
2017. november 30-án meghosszabbították a szerződését, 2021. nyaráig.
2018. január 6-án lépett pályára először FA Kupa (angol kupa) mérkőzésen a Stevenage FC elleni 0–0-s mérkőzésen.
Február 20-án a Nottingham Forest elleni 1–1-s bajnokin szerezte első találatát.

#### Bayern München
2021. május 27-én a klub bejelentette, hogy egy 4 éves szerződést kötöttek, és a 3-as mezszám lett az övé. Mivel ebben az évben lejárt az előző csapatával a kontraktusa, ezért ingyen érkezett a müncheni együtteshez.

#### 2021–22
Augusztus 13-án a bajnokság első fordulójában a Borussia Mönchengladbach ellen nevezték, aztán négy nappal később a Német Szuperkupában is nevezték a csapatba a Borussia Dortmund ellen.
Első mérkőzését augusztus 25-én játszotta a Német Kupa, Bremer SV elleni 0–12-s idegenbeli kiütéses találkozón.
A bajnokságban szeptember 18-án debütált a VfL Bochum ellen.
Október 20-án a Bajnokok Ligájában is debütált, az SL Benfica ellen a csoportkörben.

#### Nottingham Forest
2022. július 10-én az angol Nottingham Forest jelentette be, hogy 8 500 000 eurós átigazolási díjért és négy évre írt alá.

#### Olimbiakósz(kölcsön)
2023. augusztus 25-én távozott kölcsönbe a görögökhöz a 2023–2024-es idény végéig. 2024. május 29-én az UEFA Konferencia Liga döntőjében olasz Fiorentina ellen 1–0-ra nyert csapatával, így első görög csapatként nyertek európai kupát.

### A válogatottban

#### Anglia U21
Első alkalommal a 2019-ben sorra kerülő U21-es világbajnoki selejtezőkre hívták be a csapatba, a Török U21 és három nappal később a Koszovó U21 elleni mérkőzésekre.
Majd november 11-én debütált csereként egy 2–2-s barátságos mérkőzésen Szlovénia U21-es válogatottja ellen.

## Statisztika
2022. május 22-i állapot szerint.
| Klub              | Szezon           | Bajnokság        | Bajnokság | Bajnokság | Kupa  | Kupa  | Ligakupa | Ligakupa | Nemzetközi | Nemzetközi | Egyéb | Egyéb | Összes | Összes |
| Klub              | Szezon           | Liga             | Mérk.     | Gólok     | Mérk. | Gólok | Mérk.    | Gólok    | Mérk.      | Gólok      | Mérk. | Gólok | Mérk.  | Gólok  |
| ----------------- | ---------------- | ---------------- | --------- | --------- | ----- | ----- | -------- | -------- | ---------- | ---------- | ----- | ----- | ------ | ------ |
| Reading           | 2017/18          | Championship     | 13        | 2         | 2     | 0     | 1        | 0        | —          | —          | —     | —     | 16     | 2      |
| Reading           | 2018/19          | Championship     | 10        | 0         | 1     | 0     | 1        | 0        | —          | —          | —     | —     | 12     | 0      |
| Reading           | 2019/20          | Championship     | 28        | 0         | 4     | 1     | 2        | 0        | —          | —          | —     | —     | 34     | 1      |
| Reading           | 2020/21          | Championship     | 41        | 0         | 0     | 0     | 1        | 0        | —          | —          | —     | —     | 42     | 0      |
| Reading           | Összesen         | Összesen         | 92        | 2         | 7     | 1     | 5        | 0        | —          | —          | —     | —     | 104    | 3      |
| Bayern München    | 2021/22          | Bundesliga       | 12        | 0         | 1     | 0     | —        | —        | 4          | 0          | 0     | 0     | 17     | 0      |
| Bayern München    | Összesen         | Összesen         | 12        | 0         | 1     | 0     | —        | —        | 4          | 0          | 0     | 0     | 17     | 0      |
| Nottingham Forest | 2022/23          | Premier League   | 0         | 0         | 0     | 0     | 0        | 0        | —          | —          | —     | —     | 0      | 0      |
| Nottingham Forest | Összesen         | Összesen         | 0         | 0         | 0     | 0     | 0        | 0        | 0          | 0          | 0     | 0     | 0      | 0      |
| Karrier összesen  | Karrier összesen | Karrier összesen | 104       | 2         | 8     | 1     | 5        | 0        | 4          | 0          | 0     | 0     | 121    | 3      |

1. ↑   Mérkőzése(i) a Bajnokok Ligájában

## Sikerei, díjai
- Bayern München
  - Német Szuperkupa: 2021
  - Német bajnokság: 2021/22

- Olimbiakósz
  - UEFA Konferencia Liga: 2023–24